# Armand Faulat (architecte)
Pour l’article homonyme, voir Faulat.
Pierre Armand Émile Faulat, né à Biarritz le 11 août 1835 et mort à Ambarès-et-Lagrave le 1er octobre 1916, est un architecte et urbaniste français. Il est connu pour ses nombreuses réalisations en Gironde et pour avoir été inspecteur du Grand-Palais à Paris.

## Biographie
Armand Faulat est le fils de l'architecte Pierre Edmond Faulat, qui fut le constructeur de la synagogue de Bayonne.
Pendant la guerre franco-allemande de 1870, il est commandant du génie de la Gironde dans le 17e corps d'armée.
En novembre 1877, il devient membre de la Société archéologique de Bordeaux.
En 1879, il est nommé membre de la Commission des monuments historiques en remplacement de Charles Burguet. On lui doit par la suite la construction et la rénovation de nombreux bâtiments publics, dont plusieurs écoles et églises à Bordeaux, Ambarès-et-Lagrave et en Gironde. Il est nommé architecte adjoint puis inspecteur à Paris pendant la construction et les quinze premières années du Grand-Palais.
Engagé politiquement auprès des Républicains, membre du cercle national et soutien de Gambetta, il est élu président du comité du 4e canton de Bordeaux en 1886.
Son fils, Pierre Edmond Faulat, est maire d'Ambarès-et-Lagrave de 1919 à 1941.

## Réalisations
- Église Saint-Pierre d'Ambarès (1866) : construction du perron[6].
- Mairie-école d'Ambarès (1872) : construction dans un quartier en voie de développement. L'école était installée à l'origine dans les pavillons latéraux dont les baies sont rapidement agrandies[7].
- Église Saint-Augustin de Bordeaux : en août 1878, il reprend la maîtrise d'œuvre de l'église qu'il achève en 1879[8].
- Gare ferroviaire de Bordeaux-État : en mai 1883, une décision ministérielle le charge de la construction d'une nouvelle gare à Bordeaux-La Bastide[9],[10].
- Arènes de Bordeaux : en 1888, on lui confie la construction de nouvelles arènes couvertes[11].
- Église de Saint-Martin de Mios : entre 1894 et 1899, il remanie entièrement l'église[12].
- Grand-Palais de Paris : adjoint du conservateur et inspecteur du musée jusqu'à sa mort[13].